# Yamaska (Quebec)
Yamaska (AFI: /jamaskɑ/), antiguamente Saint-Michel-d’Yamaska, es un municipio perteneciente a la provincia de Quebec en Canadá. Tiene una población estimada, en 2021, de 1737 habitantes.
Está ubicado en el municipio regional de condado (MRC) Pierre-De Saurel en la región de Montérégie-Est.

## Geografía
Yamaska se encuentra en la planicie del San Lorenzo. Su pueblo está ubicado 19 kilómetros al sureste de Sorel-Tracy. Limita al norte con el lago Saint-Pierre, al noreste con Saint-François-du-Lac, al este con Saint-Gérard-Majella, al sureste con Saint-David, al sur con Saint-Aimé, al suroeste con Saint-Robert, al oeste con Sorel-Tracy y al noroeste con Sainte-Anne-de-Sorel. Su superficie total es de 76,59 km², de los cuales 72,58 km² son tierra firme. El río Yamaska baña el centro del territorio y desemboca en el lago Saint-Pierre.

## Urbanismo
El pueblo de Yamaska se encuentra en la ribera izquierda del Yamaska, aunque Yamaska-Est está ubicado en el margen opuesto. Un puente sobre el Yamaska une estos dos pueblos. Este puente es una sección de la ruta Marie-Victorin ( QC 132 ), carretera nacional que une Yamaska a Sorel-Tracy al oeste y a Nicolet y Bécancour al este. El Rang du Bord de l’Eau Ouest ( QC 235 ) es una carretera local que bordea la orilla oeste del río, como su nombre lo indica hacia Massueville. Al este, la carretera nacional  QC 122  va hacia Drummondville, aunque al oeste el chemin Saint-Robert se dirige a Saint-Robert.

## Historia
En 1683 en Nueva Francia, el gobernador Joseph-Antoine Le Febvre de La Barre concedió el  señorío de Yamaska o de La Vallière a Michel Leneuf de La Vallière et de Beaubassin, gobernador de Acadia. El nombre francés Yamaska, antiguamente también escrito Maska, Ouamaska, Hiamaska y Hyamaska, proviene del amerindio iyamaskaw, que significa «hay mucho heno». En idioma abenaki, él luego se llama Mamaska, que significa sapo. El heno servía para construir los tejados de graneros y casas. La parroquia católica de Saint-Michel-d’Yamaska, cuyo nombre honra Michel Leneuf de La Vallière, fue creada en 1722. Durante la guerra de Independencia de los Estados Unidos, los Británicos construyeron un fuerte para parar el contrabando de armas viniendo de Europa. El municipio de Yamaska fue instituido en 1845, pero fue abolido en 1847. El municipio de parroquia de Saint-Michel-d’Yamaska fue creado en 1855. En 1867, el municipio de pueblo de Saint-Michel fue creado por separación del municipio de parroquia de Saint-Michel-d’Yamaska. La oficina de correos de Yamaska East abrió en 1887. En 1955, el municipio de pueblo de Yamaska-Est fue instituido por separación del municipio de parroquia de Saint-Michel-d’Yamaska. En 1968, el municipio de pueblo de Saint-Michel tomó el nombre de pueblo de Yamaska. El municipio actual de Yamaska resulta de la fusión de los antiguos municipios de pueblo de Yamaska y Yamaska-Est y del municipio de parroquia de Saint-Michel-d’Yamaska en 2001.

## Política
El concejo municipal se compone del alcalde y de seis concejales sin división territorial. La alcaldesa actual (2021) es Diane De Tonnancourt.
|            | 2005-2009                                                                                   | 2009-2013 | 2013-2017 |
| Alcalde    | Denis Léveillée                                                                             | Louis R. Joyal | Louis R. Joyal |
| Consejeros | Michel Arel Jasmin Bibeau Alain Crevier Diane De Tonnancourt Normand Salois Réjean Verville | Sébastien Brouillard* Louise Caya* Alain Crevier Léo-Paul Desmarais Diane De Tonnancourt Bernard Lepage* Johanne Lépine** Danielle Proulx** | Jean-Pierre Bussières** Alain Crevier Léo-Paul Desmarais Diane De Tonnancourt Johanne Lépine* Danielle Proulx Yvan Robidoux |

 * Consejero al inicio del termo pero no al fin.  ** Consejero al fin del termo pero no al inicio. # En el partido del alcalde.
A nivel supralocal, Yamaska forma parte del MRC de Pierre-De Saurel. El territorio del municipio está ubicado en la circunscripción electoral de Richelieu a nivel provincial y de Bécancour—Nicolet—Saurel (llamada Bas-Richelieu–Nicolet–Bécancour antes de 2015) a nivel federal.

## Demografía
Según el censo de Canadá de 2011, Yamaska contaba con 1644 habitantes. La densidad de población er de 22,5 hab./km². Entre 2006 y 2011 hubo un aumento de 1 habitante (0,1 %). En 2011, el número total de inmuebles particulares era de 939, de los cuales 728 estaban ocupados por residentes habituales, otros siendo desocupados o residencias secundarias. El pueblo de Yamaska contaba con 417 habitantes en 2011 aunque la población de Yamaska-Est era de 272 habitantes. Así, el centro del municipio contaba con 689 habitantes, o 41,9% de la población del municipio, en 2011. Esta población aumentó entre 2006 y 2011 (2,2 %).
Evolución de la población total, 1991-2021

## Economía
La agricultura, así como el comercio de ladrillo y de madera son las actividades económicas mayores.

## Sociedad
La presencia del lago Saint-Pierre, de la zona litoral y del río Yamaska permiten las actividades de deportes acuáticos, pesca, pesca sobre hielo y caza de pato.